# Mathieu Valbuena
Pour les articles homonymes, voir Valbuena.
Mathieu Valbuena, né le 28 septembre 1984 à Bruges dans la banlieue de Bordeaux (France), est un footballeur international français qui évolue au poste de milieu de terrain à l'Olympiakós B.
Surnommé « Petit Vélo», il est l'un des joueurs emblématiques de l'Olympique de Marseille avec plus de 300 matchs officiels disputés toutes compétitions confondues de 2006 à 2014. Valbuena est champion de France en 2010 et remporte la Coupe de la Ligue à trois reprises en 2010, 2011 et 2012. Arrivé en Grèce en 2019 après deux saisons à Fenerbahçe, il a remporté trois championnats grecs d’affilée en 2020, 2021 et 2022. Il est meilleur passeur du championnat de France en 2013, de Russie en 2015 et de Grèce en 2020. Avec l'équipe de France, il est sélectionné pour disputer la Coupe du monde 2010, l'Euro 2012 et la Coupe du monde 2014.

## Biographie

### Jeunesse
Mathieu Valbuena a des origines espagnoles par son père, Carlos, originaire de Valladolid, ville du centre de l'Espagne, qui travaille actuellement au service des sports de la ville de Blanquefort, tandis que sa mère, Brigitte, travaille dans un centre de transfusion sanguine,. Durant sa jeunesse, Mathieu Valbuena grandit près de Blanquefort où ses parents résident encore.
Mathieu Valbuena commence sa carrière de footballeur dans le club de sa ville, l'ES Blanquefort. Il développe un intérêt pour la discipline à travers l'héritage paternel qui lui est transmis lorsqu'il accompagne son père à des matchs au Camp Nou à Barcelone durant les vacances scolaires,. À l'âge de neuf ans, sa carrière de footballeur est mise entre parenthèses à la suite d'un accident de natation. Il doit subir 50 points de suture à une jambe. Une fois sa blessure guérie, Valbuena retourne au football et impressionne rapidement les entraîneurs de son club. En 1998, il obtient la récompense du meilleur joueur à un tournoi de jeunes local organisé au Camp des Loges, le centre d'entrainement du club professionnel du Paris Saint-Germain. Repéré par Fabrice Duluc lors d'un derby remporté contre Bordeaux (3-0) avec un doublé de Valbuena, il intègre le centre de formation du club professionnel des Girondins de Bordeaux à l'âge de huit ans,.
Mathieu Valbuena joue pendant deux ans avec l'équipe des moins de 18 ans de la formation bordelaise aux côtés de l'un de ses meilleurs amis, Rio Mavuba, et aussi Marouane Chamakh. Valbuena apparaît seulement à trois reprises avec l'équipe réserve, et il n'est pas conservé par Jean-Louis Garcia, manager de l'équipe réserve. Il a été dit que Valbuena a été libéré par le club à cause de sa petite taille ; cependant, l'ancien joueur et entraîneur Philippe Lucas explique que Valbuena a été libéré par le club car il se battait difficilement pour « transformer son jeu de jeune joueur en un joueur professionnel » et que « son jeu avait besoin d'être plus rapide et qu'il avait besoin d'échapper aux confrontations ».

### Carrière en club

#### Langon Castets FC (2003-2004)

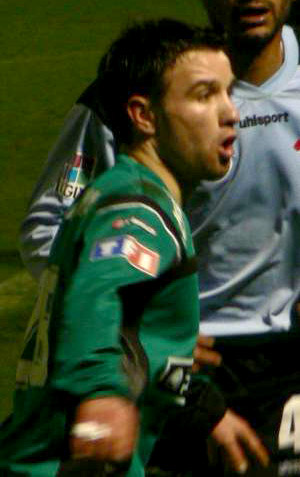
Valbuena avec Libourne Saint-Seurin en 2006.

Après avoir été libéré par Bordeaux, Valbuena met en attente ses ambitions de devenir un joueur professionnel et est recommandé par Garcia pour jouer dans le club amateur de Langon Castets FC qui évolue en CFA 2, la cinquième division du football en France. Contrairement à Bordeaux où il s’entraînait plusieurs fois par semaine, Valbuena s'entraîne seulement trois fois par semaine avec le club de Langon-Castets et, dû au statut du club amateur, travaille en tant que vendeur dans un magasin de sports lorsqu'il ne joue pas au football. Durant son unique saison au sein du club, il impressionne par son habilité technique et est par la suite recruté par le Libourne Saint-Seurin qui l'a scruté pas moins de huit fois lorsqu'il était à Langon-Castets.

#### FC Libourne Saint-Seurin (2004-2006)
Une fois à Libourne Saint-Seurin, le jeu de Valbuena se développe et s'améliore. Lors de sa première saison avec le club, il se bat de manière significative sous les ordres d'André Menaut, jouant 20 matchs de championnat et marquant à deux reprises. À la mi-saison, Menaut est licencié et remplacé par Didier Tholot. Le club termine en fin de compte à la 13e place de la saison. Lors de la saison 2005-2006, l'entraîneur Tholot remarque immédiatement Valbuena. Tholot décrit Valbuena comme « l'architecte de l'équipe » et cherche à construire l'équipe autour du joueur. Finalement, le temps de jeu de Valbuena explose radicalement. Il joue les 31 matches marque 9 buts et est élu meilleur joueur de National. Valbuena reçoit les éloges pour ses performances mais récolte toujours des critiques à cause de sa volonté de « toujours tout faire » comme le déclare son entraîneur. Le 12 août 2005, il marque son premier but de la saison lors d'un 2–0 gagné contre Moulins. Deux semaines plus tard, Valbuena marque un doublé lors d'une victoire 3–1 à l'extérieur contre Cherbourg. Le seul point noir de la saison arrive le 9 septembre 2005 lors de la défaite (2-1) contre le Gazélec Ajaccio lorsque Valbuena écope de son premier carton rouge. C'est la première défaite de la saison pour l'équipe et Valbuena est suspendu pendant trois matches. Valbuena revient sur les terrains le 7 octobre et connaît une nouvelle défaite (1-0) face à Bayonne.
En novembre 2005, Valbuena revient en forme au début de saison après avoir marqué quatre buts en trois matches. Il marque son premier but le 5 novembre lors de la victoire à domicile face à Nîmes. Deux semaines plus tard, Valbuena marque contre Angers avec une autre victoire à la clef, le week-end suivant, marque un doublé pour une victoire (2-0) sur Pau,. Grâce à ses performances, Valbuena est approché au mois de décembre par plusieurs clubs en Ligue 1 et Ligue 2, et plus particulièrement Saint-Étienne et Auxerre. Cependant, le milieu offensif, dément les différents contacts, déclarant son désir d'aider Libourne à atteindre une montée en seconde division. Valbuena marque cependant moins durant la période d'hiver, mais il reste un joueur incontournable dans le onze de départ du club qui reste en lice pour la montée en Ligue 2. Le 29 avril 2006, Libourne dans une bataille pour la première place pour la montée en Ligue 2, Valbuena marque un autre doublé, cette fois contre Toulon dans une autre victoire écrasante. Libourne est invincible lors des quatre derniers matches, terminant parmi les trois premières places, ainsi réussissant à accéder en Ligue 2 pour la première fois de son histoire depuis que les clubs de Libourne et Saint-Seurin ont fusionné en 1998. Pour ses efforts lors de cette saison, Valbuena est nommé joueur de l'année de la Ligue, ce qui renforce l'intérêt de plusieurs clubs professionnels de Ligue 2 et Ligue 1,.

#### Olympique de Marseille (2006-2014)

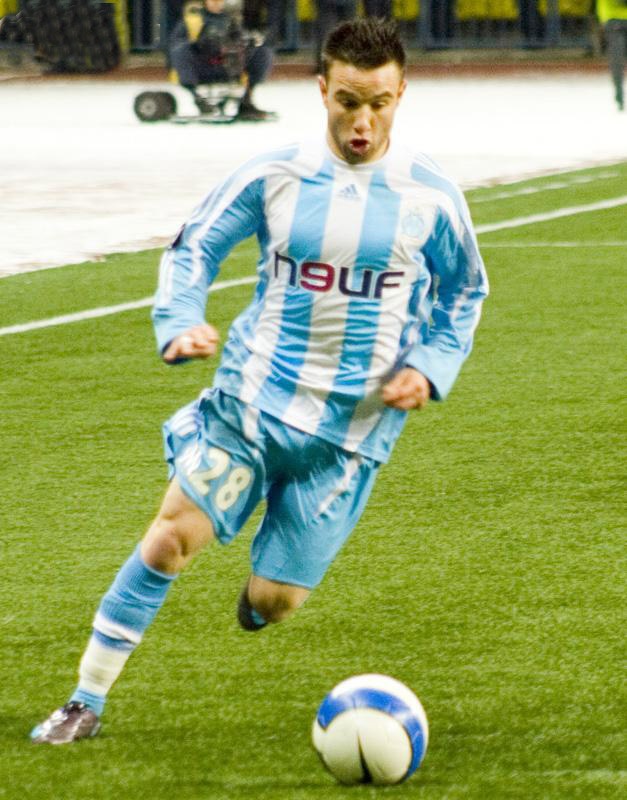
Mathieu Valbuena en 2008 avec l’Olympique de Marseille.

Le 1er juillet 2006, il rejoint l'Olympique de Marseille pour 800 000 euros et signe son premier contrat professionnel pour une durée de trois ans,. Blessé à la cheville peu avant la reprise à l'été 2006, il ne peut prendre part au début de saison de l'OM. Finalement, Valbuena fait sa première apparition le 19 novembre 2006 contre Valenciennes (1-0) où il entre en cours de jeu. Barré par Samir Nasri et Franck Ribéry, Valbuena ne participe qu'à 15 matchs, principalement comme remplaçant, durant la saison 2006-2007. Cependant, le 19 mai 2007, il marque le but du 2-1 face à l'AS Saint-Étienne qui permet à l'OM d'atteindre la Ligue des champions,. Dans son autobiographie, Mathieu Valbuena confie également avoir été victime d'un long bizutage par ses coéquipiers lors de sa première saison à l'OM.
Après un début de saison 2007-2008 catastrophique, Albert Emon est limogé au profit d'Eric Gerets, ancien arrière droit belge devenu entraîneur. Le 3 octobre 2007, lors de la deuxième journée de la Ligue des champions, il est titularisé par Gerets et marque le but de la victoire « historique » de Marseille à Liverpool d'une frappe enroulée des 20 mètres en pleine lucarne dont la qualité est saluée par la presse sportive,. Ce but constitue le véritable point de départ de la carrière de Valbuena et sa découverte aux yeux du grand public. À la suite de ses bonnes prestations sous le maillot olympien, il devient un membre titulaire du onze marseillais et l'OM lui offre une prolongation de contrat de trois ans en octobre 2007. Le 26 janvier 2008, Mathieu Valbuena réussit son premier doublé en Ligue 1 à l'occasion de la réception du SM Caen (victoire de l'OM 6-1), un tir en pleine lucarne dans un angle légèrement fermé avec un enroulement qui lui permet d'obtenir le trophée UNFP du plus beau but de la saison. Il signe un nouveau contrat de cinq ans en avril 2008, portant ainsi la fin de son contrat en 2013. Pape Diouf, le président du club, explique qu'il s'agit d'une « volonté de miser sur la jeunesse et sur le talent ». Ce renouvellement de contrat dissipe toutes les rumeurs qui annoncent Valbuena au Zénith Saint-Petersbourg, à Arsenal et à Liverpool. En mai 2008, Mathieu Valbuena apparaît dans l'équipe type de Ligue 1 de la saison 2007-2008 pour sa première saison en tant que titulaire. Cette saison 2007-2008 est une réussite pour Valbuena. Replacé dans l'axe en tant que no 10 par Gerets, l'arrivée de l'entraineur belge a eu un effet considérable sur les performances de Mathieu Valbuena qu'il surnomme affectueusement « le Petit ».

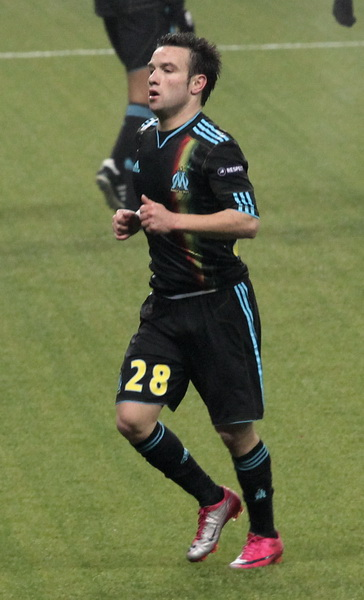
Mathieu Valbuena en 2010 avec l'OM en Ligue des champions.

Lors de la saison suivante, l'OM échoue de peu à remporter le championnat de France 2009 devancé par les Girondins de Bordeaux. Valbuena dispute 31 matchs et marque 3 buts. Toutefois, cette fin de saison est marquée aussi par le départ d'Éric Gerets et du président Pape Diouf, deux hommes à l'origine de l'éclosion de Valbuena à l'OM. À l'été 2009, Didier Deschamps devient le nouvel entraîneur de l’Olympique de Marseille. Valbuena apprend alors qu'il n'entre pas dans les plans de Deschamps qui veut mettre en place une tactique en 4-3-3 sans numéro 10 et juge que Valbuena ne correspond pas au profil d'ailier. Malgré des rumeurs de transfert, Petit Vélo s'accroche mais joue peu durant les six premiers mois de la saison 2009-2010. Alors qu'il envisage de quitter l'OM, un stage en Espagne en janvier 2010 lui permet de mettre les choses au point avec son entraîneur. Finalement, Valbuena s'impose comme titulaire après la trêve hivernale, et participe grandement à l'obtention du titre de champion de France. Auparavant, le 27 mars 2010, il permet à l'Olympique de Marseille de mettre fin à une disette de 17 ans sans titre des Olympiens notamment grâce à un but du gauche lors de la victoire 3-1 de l'OM face aux Girondins de Bordeaux en finale de la Coupe de la Ligue. En concurrence avec Hatem Ben Arfa sur le côté droit, sa fin de saison et son retour réussi permettent à Valbuena d'arracher une place dans la liste des 23 pour la Coupe du monde 2010 avec l'équipe de France.
En septembre 2010, après avoir été annoncé sur les tablettes du FC Barcelone, Valbuena prolonge son contrat d'un an, et est désormais lié au club phocéen jusqu'en 2014. Le 23 novembre 2010, il marque le premier but de l'OM lors du match contre le Spartak Moscou à Moscou (victoire 3-0) d'un tir en pivot dans la surface qui finit en pleine lucarne. Cette victoire permet au club de sortir de la phase de poule pour la première fois depuis la saison 1999-2000. Cependant, en janvier 2011, il subit une sérieuse entorse du genou lors d'un entraînement, ce qui le laisse un mois hors des terrains. Finalement, l'OM finit second au classement derrière Lille et est éliminé en huitième de finale de Ligue des champions contre Manchester United.

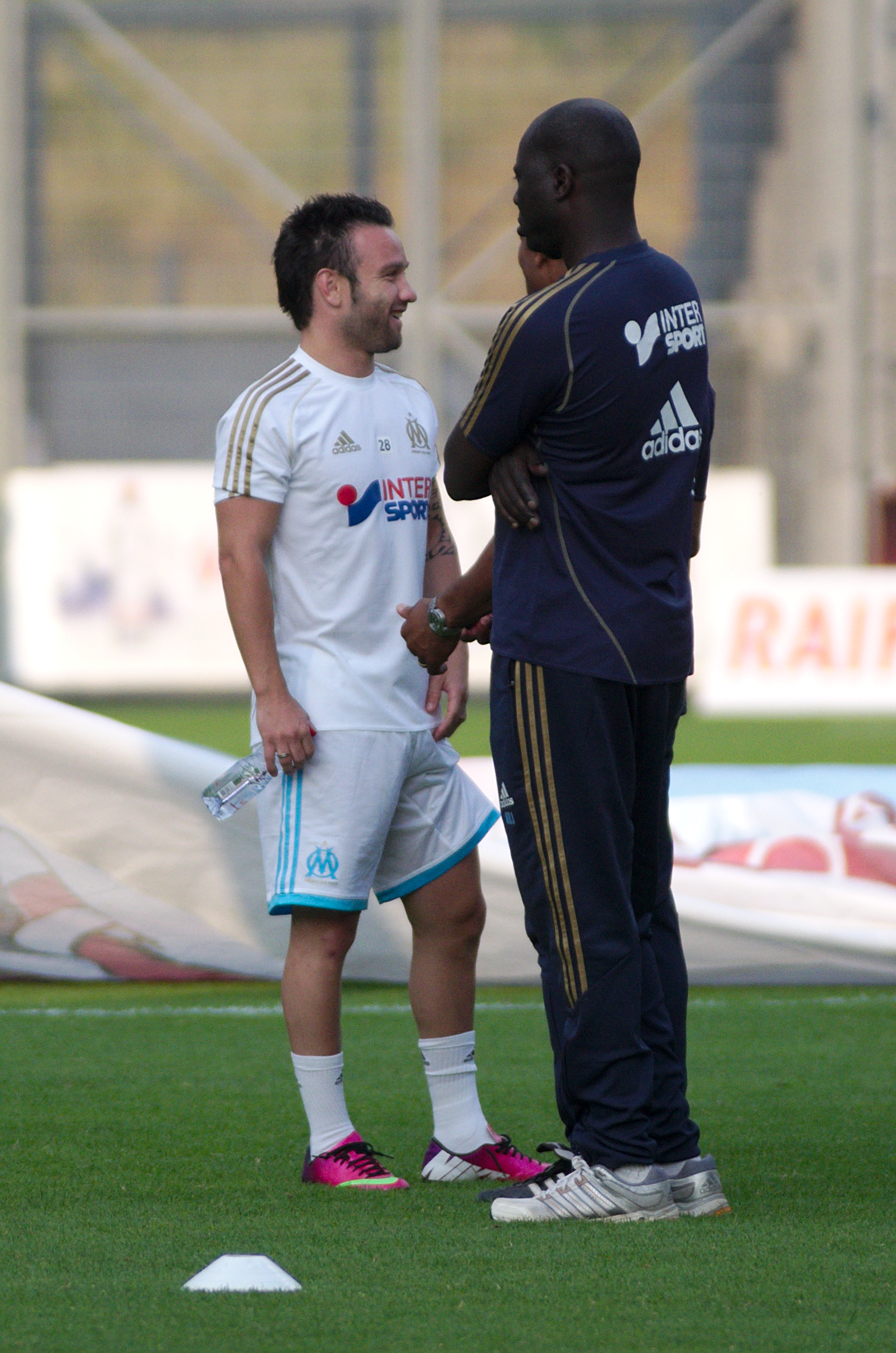
Mathieu Valbuena à l'entraînement en 2013.

La saison suivante, Mathieu Valbuena est à nouveau mis en concurrence avec Loïc Rémy, arrivé 2010 à l'OM, sur le côté droit de l'attaque phocéenne. Privé de Classico contre le Paris Saint-Germain, Mathieu Valbuena doit se contenter d'une place de remplaçant. Le 6 décembre 2011, entré en cours de jeu, il marque le but de la qualification de l'OM pour les huitièmes de finale de la Ligue des champions sur le terrain du Borussia Dortmund (2-3) grâce à un bel exploit personnel. Valbuena se montre alors de nouveau décisif avec l'OM en Ligue des champions. Après avoir regagné une place de titulaire, le 28 mars 2012, Didier Deschamps nomme Mathieu Valbuena capitaine de l'équipe phocéenne lors du quart de finale aller de la Ligue des champions face au Bayern Munich (défaite 2-0) à la suite de la suspension de Steve Mandanda. Toutefois, cette épopée en Ligue des champions s'accompagne d'une saison complètement manquée en championnat (10e). À l'issue de la saison 2011-2012, Mathieu Valbuena est classé second meilleur passeur du championnat avec 13 passes décisives, derrière Eden Hazard et ses 15 passes, malgré un temps de jeu réduit sur l'ensemble de l'année.
En 2012, l'arrivée d’Élie Baup et le retour en forme d'André-Pierre Gignac qui voit sa complicité avec Valbuena grandir, permet à l'OM de finir deuxième derrière le PSG à l'issue de la saison 2012-2013, Mathieu Valbuena est sacré pour la première fois meilleur passeur du championnat avec 12 passes décisives et figure dans l'équipe type de la saison. Il déclare qu'il s'agit de sa meilleure saison à Marseille, ce que confirment de nombreux commentateurs. Ainsi, France-Football insiste dans son bilan de la saison sur plusieurs statistiques. Valbuena a réussi 775 passes dans les trente derniers mètres durant la saison, ce qui est 233 de plus que le second meilleur de toute la ligue 1 : Étienne Didot. De plus, Valbuena est celui qui a créé le plus d'occasions de but durant la saison, 119, devant Yohan Mollo avec 92 occasions de but.
À l'occasion de son départ du club pour le Dynamo Moscou, Vincent Labrune annonce, le 5 août 2014, au cours d'une conférence de presse en présence de Mathieu Valbuena que son numéro 28 ne sera plus jamais porté au club et inaugure ainsi le Hall of Fame de l'OM en même temps que Souleymane Diawara, dont le numéro 21 ne sera plus jamais attribué également. Cependant, le 10 janvier 2016, Antoine Rabillard entre en jeu avec le numéro 28 qui lui est attribué. Entre-temps avait eu lieu le scandale de l'effigie pendue au Vélodrome, le 20 septembre 2015.

#### Dynamo Moscou (2014-2015)

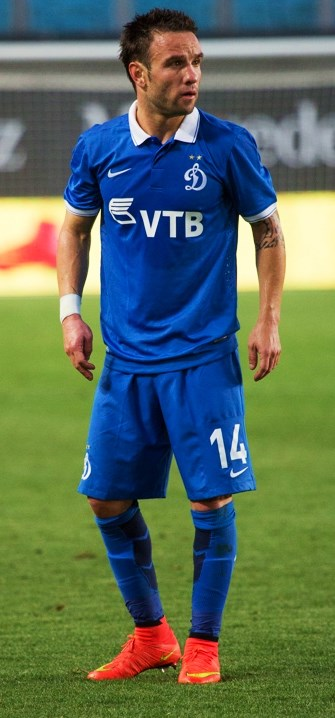
Mathieu Valbuena en 2014 avec le Dynamo Moscou contre l'Omonia Nicosie.

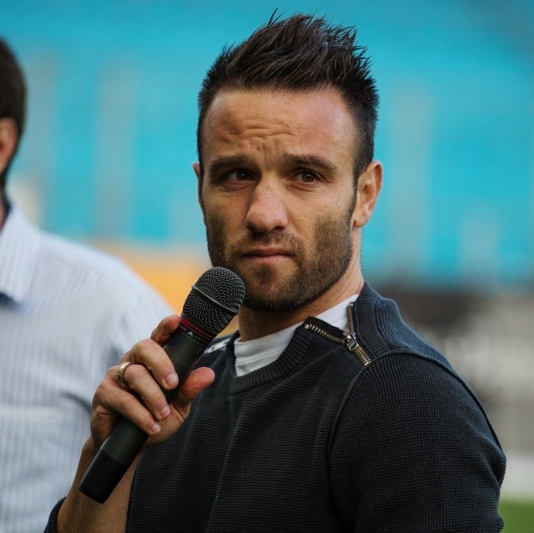
Mathieu Valbuena dit au revoir au club russe du Dynamo Moscou le 16 août 2015 lors d'un match contre l'Oural Iekaterinbourg.

Le 2 août 2014, il s'engage pour trois ans avec le Dynamo Moscou, le transfert est estimé à 7 millions d'euros. Dès sa première titularisation, contre le FK Oufa, il se met en évidence avec deux passes décisives sur coups de pied arrêté. Il devient très rapidement le joueur le plus populaire du club auprès des supporters qui lui dressent des tifos géants dans les tribunes. Lors du match suivant, il réalise deux nouvelles passes décisives et confirme sa très bonne intégration au Dynamo Moscou. Son club réalise une excellente première partie de saison, symbolisée par une courte défaite contre le Zénith Saint-Pétersbourg où Valbuena a inscrit un but spectaculaire (2-3) et deux victoires de prestiges sur la pelouse du FK Krasnodar avec un autre beau but de Valbuena (2-0) et à domicile contre le CSKA Moscou (1-0). Le 7 février 2015, il remporte avec le Dynamo Moscou le tournoi amical de l'Atlantic Cup. En revanche, malgré une victoire séduisante sur la pelouse du CSKA Moscou (2-1), le Dynamo perd le rythme et enchaîne plusieurs contre-performances. À l'issue de la saison, le Dynamo Moscou termine quatrième du championnat russe. À titre personnel, Valbuena termine meilleur passeur du championnat avec 11 passes décisives et inscrit 4 buts. En Ligue Europa, le Dynamo Moscou, après des qualifications laborieuses contre l'Ironi Kiryat Shmona et l'Omonia Nicosie, se hisse jusqu'en huitièmes de finale en remportant notamment ses six matchs en phase de poules contre le PSV Eindhoven, le Panathinaïkos et l'Estoril Praia et en éliminant la RSC Anderlecht en seizièmes de finale avant de tomber contre le SSC Naples en huitième de finale. Valbuena délivre trois passes décisives dans cette compétition. Toutefois, le club se voit banni des compétitions européennes pour quatre ans à cause du non-respect du fair-play financier, un bannissement lourd de conséquences qui, à cause de l'Euro 2016 à domicile qui se profile, va finalement contraindre Valbuena à quitter la Russie en août 2015 après une belle saison.

#### Olympique lyonnais (2015-2017)

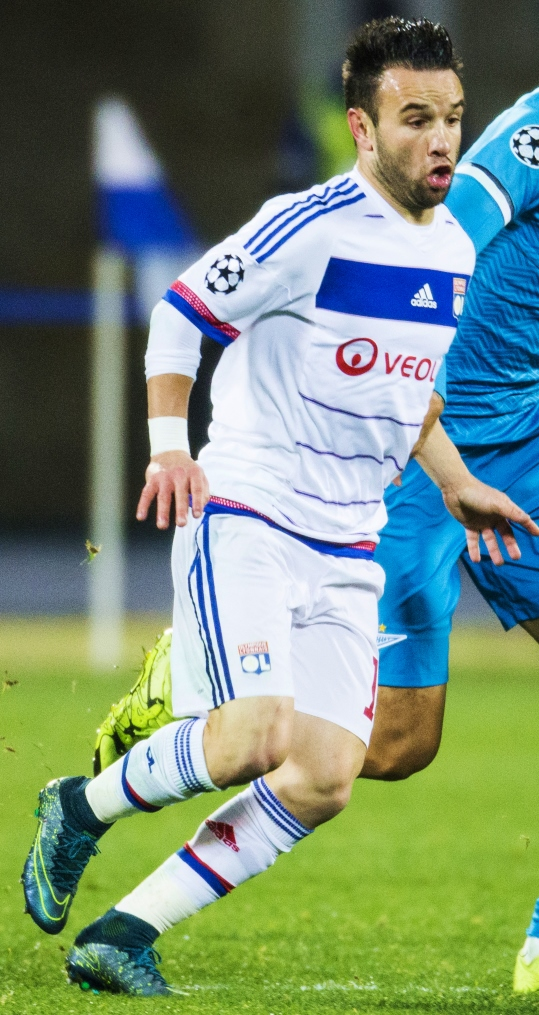
Valbuena avec Lyon en Ligue des champions (2015).

Il sonde la direction de l'Olympique de Marseille pour effectuer son retour mais le club n'y répond pas favorablement. Le 11 août 2015, il signe alors un contrat de trois ans en faveur de l'Olympique lyonnais. Le montant du transfert se situe entre 5 et 6 millions. Il joue son premier match le 15 août suivant lors d'une victoire au Stade de Roudourou contre l'En avant Guingamp. Le 29 août 2015, Valbuena délivre sa première passe décisive sous les couleurs lyonnais contre le Stade Malherbe de Caen lors du troisième but du match pour Nabil Fekir, l'Olympique lyonnais l'emportera (victoire 4-0).
Le 20 septembre 2015, lors du déplacement de l'OL au stade Vélodrome, une effigie du joueur confectionnée par un groupe de supporteurs est pendue à une potence et est assortie d'une banderole ainsi que de chants d'insultes. Unanime, la presse dénonce la bêtise des supporteurs en cause, et celle du club qui n'a absolument rien fait pour faire cesser les injures, qui ont duré l'ensemble de la rencontre. Les supporteurs sont sanctionnés de prison avec sursis et d'interdiction de stade, le club est sanctionné de fermeture du virage en question pour deux matchs.
Il marque son premier but sous le maillot lyonnais lors de la 11e journée de Ligue 1 face au Toulouse FC (victoire 3-0). Il vit une saison difficile et ne trouve pas sa place dans le jeu lyonnais et se blesse en fin d'année 2015. À son retour de blessure, il ne retrouve pas sa place de titulaire qui profite notamment à Maxwel Cornet, intraitable pendant son absence mais le club termine la saison à la seconde place du championnat.
La saison suivante débute par le Trophée des champions où l'OL est qualifié du fait de leur seconde place et du doublé coupe-championnat du Paris Saint-Germain mais le club s'incline (4-1), face à ces derniers.

#### Fenerbahçe SK (2017-2019)
Le 12 juin 2017, Mathieu Valbuena rejoint la Turquie et Fenerbahçe pour quatre saisons. Il marque un but de pré-saison en en amical, face à Cagliari (1-0), en inscrivant le seul et unique but de la rencontre, d’un coup franc excentré des 20 mètres, dévié par le mur. Contre Alanyaspor, le Français s’offre un doublé, étant le principal artisan de la lourde victoire de son équipe sur le score de 4-1. Mathieu Valbuena ouvrait les hostilités face au Galatasaray de Bafétimbi Gomis, au stade Şükrü Saracoğlu, mais aucune des deux équipes n’est parvenue à trouver le chemin des filets (0-0).
Après deux saisons en Turquie où il aura connu des hauts et des bas, il quitte Fenerbahçe. Il sort d’une saison pourtant correcte avec 3 buts et 7 passes décisives en 22 matches de championnat mais son salaire était important et son club a vécu un exercice compliqué, avec pour le moment une 9e place après avoir été un moment relégable.

#### Olympiakós Le Pirée (2019-2023)
Après deux saisons passées en Turquie, il s'engage avec le club grec l'Olympiakós avec lequel il disputera la Ligue des champions. Il entame le dernier tour de qualification avant la phase de poules de la Ligue des Champions. Mathieu Valbuena et Rémy Cabella, deux anciens marseillais, étaient présents au coup d’envoi de la rencontre opposant l'Olympiakós et Krasnodar. Ce sont les coéquipiers de Petit Vélo, passeur décisif sur le second but, qui ont largement pris l’avantage dans cette première manche avec une victoire 4 buts à 0. Alors que son Olympiakós était mené d’un but contre Lamia en Coupe de Grèce, Pedro Martins le lance au retour des vestiaires. Bien lui en a pris puisque le meneur de jeu français, très bon depuis son arrivée en Grèce, a délivré trois passes décisives, une à Ahmed Hassan Koka et deux à Pape Abou Cissé, participant donc activement à la victoire finale des siens (3-2) et récoltant le titre de MVP de la rencontre en l’espace de quarante-cinq minutes.
En février 2020, il prolonge son contrat d'un an, jusqu'en juin 2021. Valbuena a pris plusieurs fois avec le brassard de capitaine autour du bras. 
Le 10 juillet 2023, il annonce son départ de l'Olympiakós. L'international français sort d'une saison compliquée avec le club du Pirée, mais aura marqué de son empreinte le club grec, avec qui il a remporté trois titres de champion de Grèce, une coupe de Grèce et disputé au total 150 matches pour 18 buts et 43 passes décisives.

#### Apollon Limassol puis retour en Grèce (depuis 2023)
En août 2023, libre de tout contrat, Mathieu Valbuena signe pour une saison dans le club chypriote de l'Apollon Limassol.
En août 2024, il effectue son retour en Grèce et s'engage en faveur de l'Athens Kallithéa FC, tout juste promue en première division grec. Joueur important de l'équipe malgré ses 39 ans, il prend part à trente-cinq rencontres et marques trois buts pour quatre passes décisives mais ne peut empêcher le club d'être relégué en seconde division.
Après la relégation, il fait son retour à l'Olympiakós pour jouer avec l'équipe réserve en deuxième division avec une reconversion prévue dès la saison suivante dans un rôle d'encadrement des jeunes.

### Carrière internationale

#### Débuts en sélection (2010-2012)

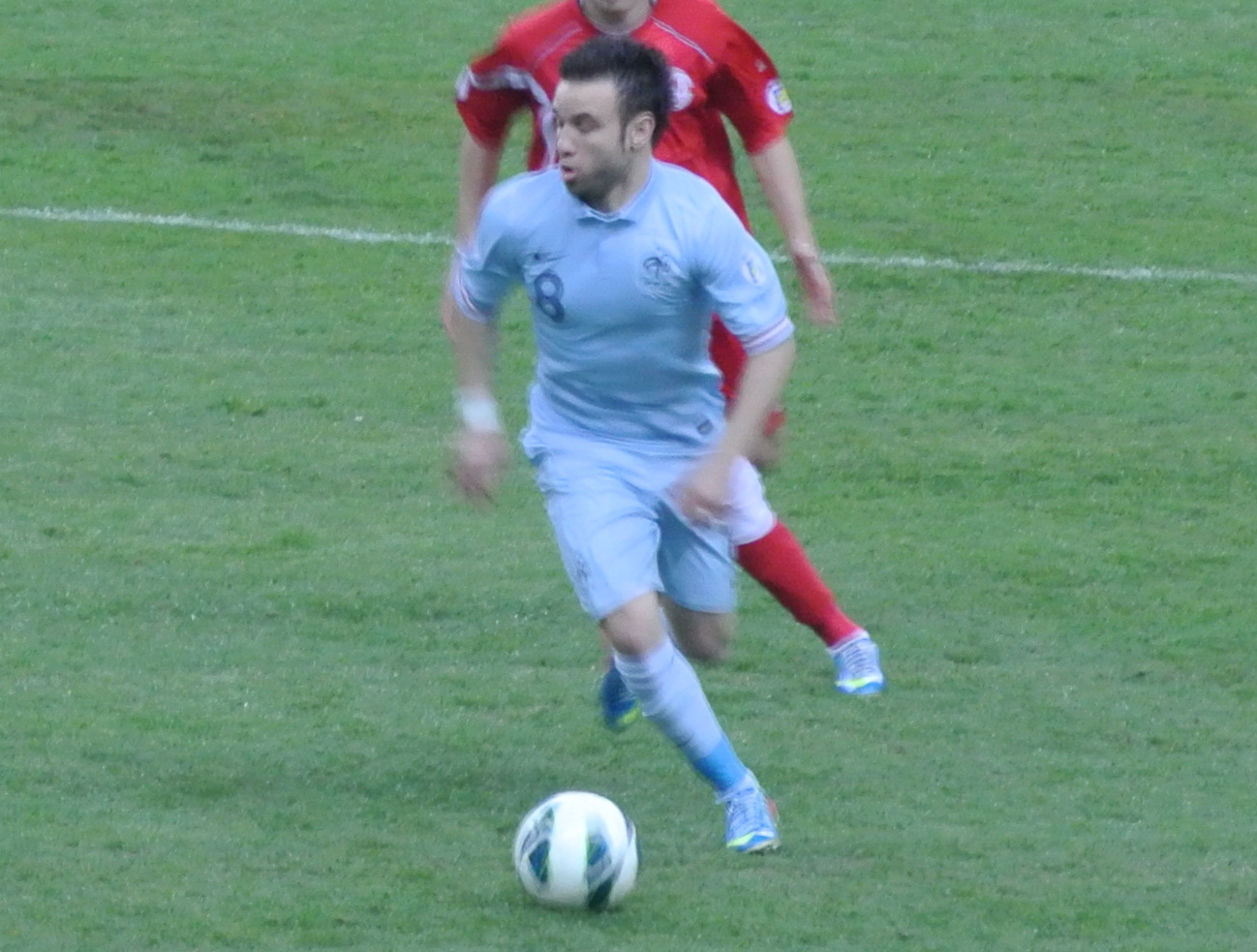
Mathieu Valbuena, sous les couleurs tricolores, le 22 mars 2013.

Le 20 mars 2008, Mathieu Valbuena est convoqué pour la première fois en équipe de France par Raymond Domenech. Toutefois, il se blesse aux adducteurs la journée qui suit sa convocation et manque son premier rendez-vous avec les Bleus. Le 11 mai 2010, il est présélectionné par Raymond Domenech dans une liste de trente joueurs en vue de la Coupe du monde 2010. Les bonnes performances de Valbuena sont récompensées car à la suite de l'annonce de Raymond Domenech le 24 mai 2010, il fait partie de la liste des 23 joueurs qui disputent la Coupe du monde 2010 en Afrique du Sud,.
Le 26 mai 2010, il entre à la 65e minute lors du match de préparation pour la Coupe du monde 2010 face au Costa Rica et honore ainsi sa première sélection. Il marque son premier but en sélection moins de vingt minutes après son entrée en jeu durant ce même match, ce qui permet à l'équipe de remporter le match 2-1,. Durant la Coupe du monde, Valbuena ne joue que 21 minutes contre le Mexique et voit la France se faire éliminer dès le premier tour au terme d'un fiasco sans précédent.
Après le Mondial 2010, Laurent Blanc, tout récemment nommé sélectionneur des Bleus, convoque Mathieu Valbuena en septembre 2010 pour les deux premiers matchs des éliminatoires de l'Euro 2012. Au départ, Laurent Blanc le voit plutôt comme une doublure de Jérémy Ménez, mais à la suite de la performance plutôt décevante de Ménez face à la Biélorussie et à la blessure de Loïc Rémy, Valbuena est titulaire sur le côté droit face à la Bosnie-Herzégovine et réalise un match très correct, délivrant notamment une passe décisive à Florent Malouda sur le second but des Bleus. Il marque ensuite son second but en sélection à Wembley contre l'Angleterre pour doubler la mise en faveur de l'équipe de France le 17 novembre 2010. En 2012, il fait partie des joueurs sélectionnés par Blanc pour disputer l'Euro. Régulièrement utilisé par Laurent Blanc lors des matchs de préparation, il ne joue aucune minute de la compétition qui voit la France atteindre les quarts de finale, éliminée par l'Espagne (0-2).

#### Cadre sous l'ère Deschamps (2013-2015)

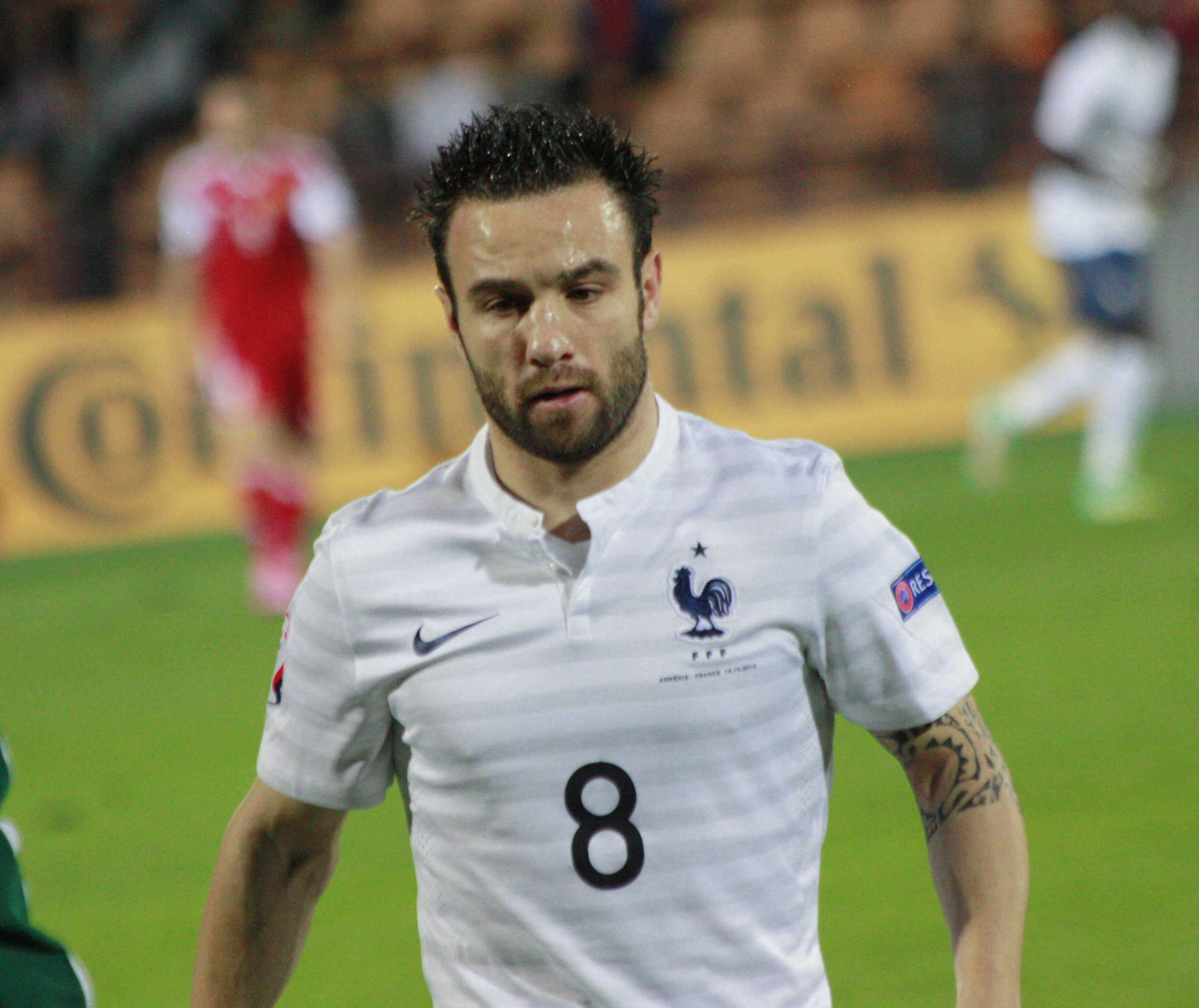
Valbuena avec les Bleus en 2014.

L'arrivée de Didier Deschamps en tant que sélectionneur après l'Euro va considérablement changer le statut de Valbuena chez les Bleus. En effet, remplaçant lors des premiers matchs, Mathieu Valbuena livre une seconde mi-temps marquante face à l'Espagne où la France arrache le match nul (1-1) qui propulse « Petit Vélo » titulaire lors des matchs suivants. En effet, face à l'Italie (2-1), à la suite d'un exploit personnel, il inscrit un but dans la lucarne de Salvatore Sirigu. Début 2013, il enchaîne avec deux très bonnes prestations contre l'Allemagne, où il inscrit d'ailleurs un but de la tête - le premier de sa carrière - malgré la défaite (2-1) et en délivrant deux passes décisives à Olivier Giroud et Franck Ribéry et en marquant un but en demi-volée face à la Géorgie (3-1), match de qualification pour la coupe du monde 2014. En 2013, Mathieu Valbuena est l'unique joueur à prendre part à toutes les rencontres (12). Qualifié pour les barrages, la France doit battre l'Ukraine pour aller au Brésil. Alors que Samir Nasri est préféré au match aller, Valbuena est titulaire au retour au Stade de France pour la victoire 3-0 qui envoient les Bleus au Mondial 2014.
Il livre une excellente prestation lors du premier match préparatoire pour le Mondial 2014 au Brésil contre la Norvège au stade de France le 27 mai 2014 puisqu'il est à l'origine de trois des quatre buts français en délivrant trois passes décisives. Son tandem avec Olivier Giroud fait à nouveau des étincelles face au Paraguay le 1er juin 2014 lors du second match de préparation avant le Mondial même si la rencontre se conclut par un match nul (1-1). Il marque son premier but en Coupe du monde contre l'équipe de Suisse le |20 juin 2014 (victoire des Français 2-5).
Malgré son départ pour la Russie, Valbuena reste titulaire en bleu après la coupe du monde. Il justifie la confiance que lui accorde Didier Deschamps dès le premier match de la saison face à l'Espagne (1-0) où il est passeur décisif pour le seul but du match de Loïc Rémy. En février 2015, il délivre une nouvelle passe décisive sur coup franc à Raphaël Varane face au Brésil pour l'ouverture du score mais les bleus s'inclineront finalement 3-1. Il inscrit enfin un penalty face à la Belgique mais cela n'empêche pas une nouvelle défaite de l'équipe de France (3-4).
Le 4 septembre 2015, Mathieu Valbuena marque son premier but sur coup-franc avec le maillot frappé du coq étoilé, contre le Portugal (1-0), mettant fin à l'absence de buts dans ce domaine en équipe de France depuis 2007.
Non retenu pour l'Euro 2016 en France, la saison de Valbuena a été plombée par la tentative de chantage à la sextape dont il a été victime, ainsi que par des soucis physiques. « Mathieu a eu une saison très difficile avec l'Olympique lyonnais, il a enchaîné beaucoup de blessures et son niveau de performance a été en dessous de ce qu'il est capable de faire » a expliqué le sélectionneur de l'équipe de France Didier Deschamps.

#### Affaire de la «sextape»
À l'été 2014, Mathieu Valbuena demande à Axel Angot, dirigeant d'une conciergerie privée d'informatique, de transférer ses contacts de son téléphone portable à un autre. Angot découvre dans la mémoire du téléphone une vidéo intime du joueur et de sa compagne. Il décide de la copier sur un disque dur externe et en parle à un ami, Mustapha Zouaoui dit Sata, dont l'entreprise de customisation d'articles de luxe est très prisée des footballeurs.
Angot et Zouaoui, intéressés par le potentiel lucratif de la vidéo, contactent un ami nommé Younes Houass, sans-emploi résidant en banlieue parisienne et proche du milieu du football. La vidéo sera envoyée par Zouaoui à plusieurs footballeurs comme Djibril Cissé, « pour [les] faire rigoler » car certains détestent Valbuena. En mai 2015, Cissé prévient Mathieu Valbuena qu'il a vu la fameuse vidéo.
Le 3 juin 2015, lors d'un rassemblement de l'équipe de France en vue des matchs face à la Belgique et à l'Albanie, Mathieu Valbuena reçoit un appel de Younes Houass évoquant la vidéo. Houass déclarera plus tard aux enquêteurs qu'il n'a pas demandé d'argent. Mais Valbuena porte plainte et un policier se fera passer pour un certain Lukas auprès de Zouaoui, Angot et Houass. Cette méthode sera peu appréciée des accusés. L'avocat de Zouaoui, Me Serge Money, accuse le policier d'avoir incité son client et ses amis à commettre le chantage.
Mis sous écoute par les enquêteurs, Mustapha Zouaoui contacte Karim Zenati, un ancien délinquant lyonnais et ami d'enfance de Karim Benzema, joueur star du Real Madrid et coéquipier de Valbuena chez les Bleus. Très proches, Benzema a pris Zenati sous son aile à sa sortie de prison et l'a embauché dans sa société. Zouaoui et Zenati souhaitent que Benzema discute avec Mathieu Valbuena pour le convaincre de payer. Alors que les policiers préviennent Valbuena qu'il va bientôt être contacté par un complice des maîtres-chanteurs, Karim Zenati, Karim Benzema et Mustapha « Sata » Zouaoui se retrouvent à un dîner selon ce dernier. Pensant que Benzema n'aimait pas Valbuena, « Sata » lui aurait parlé de la sextape, ce qui aurait agacé le joueur.
Le 6 octobre 2015, lors d'un rassemblement de l'équipe de France en vue du match France-Arménie, Karim Benzema retrouve Mathieu Valbuena. Il lui dit avoir vu la vidéo et lui propose de contacter un ami afin d'enterrer l'affaire. Peu après, l'attaquant du Real Madrid confie à son ami Karim Zenati que Valbuena est en panique. L'avocat de Valbuena, Me Paul-Albert Iweins déclarera que son client a découvert ainsi « que celui qu'il considérait comme son ami est de mèche avec ceux qui le font chanter ».
Le 13 octobre 2015, Mustapha Zouaoui, Axel Angot et Younes Houass sont mis en examen et écroués. Le 5 novembre suivant, Karim Benzema est mis en examen pour « complicité de tentative de chantage et participation à une association de malfaiteurs » puis placé sous contrôle judiciaire lui interdisant tout contact avec Mathieu Valbuena alors que Karim Zenati est placé en détention provisoire. Les deux amis d'enfance portent plainte contre la radio Europe 1 qui a dévoilé leur conversation privée.
À la suite de l'affaire, ni Valbuena ni Benzema ne sont retenus en équipe de France début novembre. Le 11 mars 2016, la justice lève le contrôle judiciaire de Karim Benzema, ce qui l'autorise à pouvoir rencontrer Mathieu Valbuena. Malgré l'arrêt des poursuites contre lui, Benzema n'est pas sélectionné par Didier Deschamps pour l'Euro. Il déclare à un quotidien espagnol que l'entraîneur « a cédé à une partie raciste de la France ». À la suite de cela, Deschamps est accusé de racisme et sa maison de Concarneau est taguée. S'il évoquera cette période comme un moment très douloureux, Didier Deschamps justifiera toujours l'absence de Benzema dans son équipe comme un choix sportif car l'équipe de France a réussi sans lui. Quant à Valbuena, il ne reviendra pas non plus en sélection nationale.
En 2017, Djibril Cissé est à son tour mis en examen dans le cadre de l'affaire mais il est disculpé par les maîtres chanteurs lors de leur confrontation.
En réponse à une demande d'invalidation de la procédure pour enquête déloyale (un policier s'étant fait passer pour un représentant de Valbuena auprès des maîtres chanteurs), la Cour d’appel de Versailles confirme la validité de la procédure, décision annulée sur la forme par arrêt de la Cour de cassation le 11 juillet 2017. Le 8 novembre 2018, la Cour d'appel de Paris valide à nouveau l'enquête et la procédure, et la chambre criminelle de la Cour de cassation réunie le 19 juin 2019 renvoie l'affaire en formation plénière, qui valide finalement l'enquête le 9 décembre 2019 ouvrant la voie à un procès en correctionnelle de Benzema et des quatre autres mis en examen.
Le 24 novembre 2021, à l'issue du procès, le tribunal de Versailles condamne :
- Karim Benzema à un an de prison avec sursis, 75 000 euros d'amende, il doit également verser 80 000 euros à Mathieu Valbuena, en vertu du préjudice moral.
- Karim Zenati à quinze mois de prison avec un régime de peine aménagée et 3 000 euros d'amende.
- Younes Houass à dix huit mois de prison avec sursis.
- Axel Angot à deux ans de prison.
- Mustapha Zouaoui à deux ans et demi de prison, avec mandat de dépôt et 3 000 euros d'amende.

## Statistiques

### Statistiques détaillées
| Saison                | Club                     | Championnat           | Championnat | Championnat | Championnat | Coupe nationale | Coupe nationale | Coupe nationale | Coupe de la Ligue | Coupe de la Ligue | Coupe de la Ligue | Supercoupe | Supercoupe | Supercoupe | Compétition(s) continentale(s) | Compétition(s) continentale(s) | Compétition(s) continentale(s) | Compétition(s) continentale(s) | France | France | France | Total | Total | Total |
| Saison                | Club                     | Division              | M.          | B.          | P.d.        | M.              | B.              | P.d.            | M.                | B.                | P.d.              | M.         | B.         | P.d.       | Comp.                          | M.                             | B.                             | P.d.                           | M.     | B.     | P.d.   | M.    | B.    | P.d.  |
| 2003-2004             | Langon Castets FC        | CFA 2                 | 9           | 2           | 0           | -               | -               | -               | -                 | -                 | -                 | -          | -          | -          | -                              | -                              | -                              | -                              | -      | -      | -      | 9     | 2     | 0     |
| Sous-total            | Sous-total               | Sous-total            | 9           | 2           | 0           | -               | -               | -               | -                 | -                 | -                 | -          | -          | -          | -                              | -                              | -                              | -                              | -      | -      | -      | 9     | 2     | 0     |
| 2004-2005             | FC Libourne-Saint-Seurin | National              | 24          | 1           | 3           | 2               | 0               | 0               | -                 | -                 | -                 | -          | -          | -          | -                              | -                              | -                              | -                              | -      | -      | -      | 26    | 1     | 3     |
| 2005-2006             | FC Libourne-Saint-Seurin | National              | 31          | 9           | 4           | 3               | 4               | 1               | -                 | -                 | -                 | -          | -          | -          | -                              | -                              | -                              | -                              | -      | -      | -      | 34    | 13    | 5     |
| Sous-total            | Sous-total               | Sous-total            | 55          | 10          | 7           | 5               | 4               | 1               | -                 | -                 | -                 | -          | -          | -          | -                              | -                              | -                              | -                              | -      | -      | -      | 60    | 14    | 8     |
| 2006-2007             | Olympique de Marseille   | Ligue 1               | 15          | 1           | 1           | 2               | 0               | 0               | -                 | -                 | -                 | -          | -          | -          | CI                             | 1                              | 0                              | 0                              | -      | -      | -      | 18    | 1     | 1     |
| 2007-2008             | Olympique de Marseille   | Ligue 1               | 29          | 3           | 1           | 2               | 1               | 0               | 1                 | 0                 | 0                 | -          | -          | -          | C1+C3                          | 6+4                            | 1+0                            | 0+0                            | -      | -      | -      | 42    | 5     | 1     |
| 2008-2009             | Olympique de Marseille   | Ligue 1               | 31          | 3           | 2           | 2               | 0               | 0               | 1                 | 0                 | 0                 | -          | -          | -          | C1+C3                          | 6+5                            | 0                              | 0+1                            | -      | -      | -      | 45    | 3     | 3     |
| 2009-2010             | Olympique de Marseille   | Ligue 1               | 31          | 5           | 1           | 2               | 0               | 1               | 4                 | 2                 | 0                 | -          | -          | -          | C1+C3                          | 3+3                            | 0                              | 1+0                            | 3      | 1      | 0      | 46    | 8     | 3     |
| 2010-2011             | Olympique de Marseille   | Ligue 1               | 32          | 4           | 4           | 1               | 0               | 0               | 2                 | 0                 | 0                 | 1          | 0          | 0          | C1                             | 8                              | 1                              | 1                              | 5      | 1      | 1      | 49    | 6     | 6     |
| 2011-2012             | Olympique de Marseille   | Ligue 1               | 33          | 5           | 13          | 3               | 1               | 1               | 4                 | 2                 | 1                 | -          | -          | -          | C1                             | 9                              | 1                              | 1                              | 4      | 0      | 0      | 53    | 9     | 16    |
| 2012-2013             | Olympique de Marseille   | Ligue 1               | 37          | 3           | 12          | 3               | 1               | 0               | 1                 | 0                 | 0                 | -          | -          | -          | C3                             | 8                              | 1                              | 3                              | 11     | 3      | 1      | 60    | 8     | 16    |
| 2013-2014             | Olympique de Marseille   | Ligue 1               | 34          | 3           | 7           | 1               | 0               | 0               | 1                 | 0                 | 0                 | -          | -          | -          | C1                             | 5                              | 0                              | 0                              | 14     | 1      | 11     | 55    | 4     | 18    |
| Sous-total            | Sous-total               | Sous-total            | 242         | 27          | 41          | 16              | 3               | 2               | 14                | 4                 | 1                 | 1          | 0          | 0          | -                              | 58                             | 4                              | 7                              | 37     | 6      | 13     | 368   | 44    | 64    |
| 2014-2015             | Dynamo Moscou            | Premier-Liga          | 25          | 4           | 12          | -               | -               | -               | -                 | -                 | -                 | -          | -          | -          | C3                             | 11                             | 0                              | 3                              | 11     | 1      | 2      | 47    | 5     | 17    |
| 2015-2016             | Dynamo Moscou            | Premier-Liga          | 4           | 2           | 2           | -               | -               | -               | -                 | -                 | -                 | -          | -          | -          | -                              | -                              | -                              | -                              | -      | -      | -      | 4     | 2     | 2     |
| Sous-total            | Sous-total               | Sous-total            | 29          | 6           | 14          | -               | -               | -               | -                 | -                 | -                 | -          | -          | -          | -                              | 11                             | 0                              | 3                              | 11     | 1      | 2      | 51    | 7     | 19    |
| 2015-2016             | Olympique lyonnais       | Ligue 1               | 26          | 1           | 5           | 2               | 1               | 0               | -                 | -                 | -                 | -          | -          | -          | C1                             | 5                              | 0                              | 1                              | 4      | 1      | 1      | 37    | 3     | 7     |
| 2016-2017             | Olympique lyonnais       | Ligue 1               | 30          | 8           | 5           | 2               | 0               | 1               | 1                 | 1                 | 0                 | 1          | 0          | 0          | C1+C3                          | 3+6                            | 0+1                            | 0+2                            | -      | -      | -      | 43    | 10    | 8     |
| Sous-total            | Sous-total               | Sous-total            | 56          | 9           | 10          | 4               | 1               | 1               | 1                 | 1                 | 0                 | 1          | 0          | 0          | -                              | 14                             | 1                              | 3                              | 4      | 1      | 1      | 80    | 13    | 15    |
| 2017-2018             | Fenerbahçe               | Süper Lig             | 29          | 7           | 9           | 7               | 1               | 5               | -                 | -                 | -                 | -          | -          | -          | C3                             | 4                              | 0                              | 2                              | -      | -      | -      | 40    | 8     | 16    |
| 2018-2019             | Fenerbahçe               | Süper Lig             | 22          | 3           | 7           | 3               | 0               | 0               | -                 | -                 | -                 | -          | -          | -          | C1+C3                          | 2+4                            | 0+1                            | 0+1                            | -      | -      | -      | 31    | 4     | 8     |
| Sous-total            | Sous-total               | Sous-total            | 51          | 10          | 16          | 10              | 1               | 5               | -                 | -                 | -                 | -          | -          | -          | -                              | 10                             | 1                              | 3                              | -      | -      | -      | 71    | 12    | 24    |
| 2019-2020             | Olympiakós               | Super League          | 26          | 7           | 13          | 3               | 0               | 3               | -                 | -                 | -                 | -          | -          | -          | C1+C3                          | 9+4                            | 2+0                            | 6+1                            | -      | -      | -      | 42    | 9     | 23    |
| 2020-2021             | Olympiakós               | Super League          | 26          | 1           | 6           | 3               | 0               | 0               | -                 | -                 | -                 | -          | -          | -          | C1+C3                          | 5+3                            | 1+0                            | 1+1                            | -      | -      | -      | 37    | 2     | 8     |
| 2021-2022             | Olympiakós               | Super League          | 28          | 3           | 3           | 3               | 0               | 2               | -                 | -                 | -                 | -          | -          | -          | C1+C3                          | 4+7                            | 0                              | 2+1                            | -      | -      | -      | 42    | 3     | 8     |
| 2022-2023             | Olympiakós               | Super League          | 18          | 3           | 3           | 4               | 1               | 0               | -                 | -                 | -                 | -          | -          | -          | C1+C3                          | 1+6                            | 0                              | 0+1                            | -      | -      | -      | 29    | 4     | 4     |
| Sous-total            | Sous-total               | Sous-total            | 98          | 14          | 25          | 13              | 1               | 5               | -                 | -                 | -                 | -          | -          | -          | -                              | 39                             | 3                              | 13                             | -      | -      | -      | 150   | 18    | 43    |
| Total sur la carrière | Total sur la carrière    | Total sur la carrière | 528         | 78          | 114         | 48              | 10              | 14              | 15                | 5                 | 1                 | 2          | 0          | 0          | -                              | 131                            | 9                              | 29                             | 52     | 8      | 16     | 776   | 110   | 174   |

### Liste des matchs internationaux
| Matches internationaux de Mathieu Valbuena | Matches internationaux de Mathieu Valbuena | Matches internationaux de Mathieu Valbuena               | Matches internationaux de Mathieu Valbuena | Matches internationaux de Mathieu Valbuena | Matches internationaux de Mathieu Valbuena | Matches internationaux de Mathieu Valbuena                             |
|                                            | Date                                       | Lieu                                                     | Adversaire                                 | Résultat                                   | Compétition                                | Notes                                                                  |
| ------------------------------------------ | ------------------------------------------ | -------------------------------------------------------- | ------------------------------------------ | ------------------------------------------ | ------------------------------------------ | ---------------------------------------------------------------------- |
| 1.                                         | 26 mai 2010                                | Stade Félix-Bollaert, Lens, France                       | Costa Rica                                 | 2 - 1                                      | Match amical                               | Entre en jeu à la place de Sidney Govou à la 65e minute de jeu.        |
| 2.                                         | 4 juin 2010                                | Stade Michel-Volnay, Saint-Pierre, La Réunion            | Chine                                      | 0 - 1                                      | Match amical                               | Entre en jeu à la place de Sidney Govou à la 72e minute de jeu.        |
| 3.                                         | 17 juin 2010                               | Stade Peter-Mokaba, Polokwane, Afrique du Sud            | Mexique                                    | 0 - 2                                      | Coupe du monde 2010                        | Entre en jeu à la place de Sidney Govou à la 69e minute de jeu.        |
| 4.                                         | 3 septembre 2010                           | Stade de France, Saint-Denis, France                     | Biélorussie                                | 0 - 1                                      | Qualification Euro 2012                    | Entre en jeu à la place de Loïc Rémy à la 33e minute                   |
| 5.                                         | 7 septembre 2010                           | Stade Asim-Ferhatović-Hase, Sarajevo, Bosnie-Herzégovine | Bosnie-Herzégovine                         | 0 - 2                                      | Qualification Euro 2012                    | Titulaire.                                                             |
| 6.                                         | 9 octobre 2010                             | Stade de France, Saint-Denis, France                     | Roumanie                                   | 2 - 0                                      | Qualification Euro 2012                    | Titulaire et remplacé par Loïc Rémy à la 68e minute de jeu.            |
| 7.                                         | 17 novembre 2010                           | Stade de Wembley, Londres, Angleterre                    | Angleterre                                 | 1 - 2                                      | Match amical                               | Titulaire et remplacé par Loïc Rémy à la 67e minute de jeu.            |
| 8.                                         | 9 juin 2011                                | Legia Stadium, Varsovie, Pologne                         | Pologne                                    | 0 - 1                                      | Match amical                               | Titulaire et remplacé par Loïc Rémy à la 73e minute de jeu.            |
| 9.                                         | 6 septembre 2011                           | Arena Națională, Bucarest, Roumanie                      | Roumanie                                   | 0 - 0                                      | Qualification Euro 2012                    | Titulaire et remplacé par Loïc Rémy à la 70e minute de jeu.            |
| 10.                                        | 29 février 2012                            | Weserstadion, Brême, Allemagne                           | Allemagne                                  | 1 - 2                                      | Match amical                               | Titulaire et remplacé par Morgan Amalfitano à la 68e minute de jeu.    |
| 11.                                        | 27 mai 2012                                | Stade du Hainaut, Valenciennes, France                   | Islande                                    | 3 - 2                                      | Match amical                               | Entre en jeu à la place de Jérémy Menez à la 75e minute de jeu.        |
| 12.                                        | 5 juin 2012                                | MMArena, Le Mans, France                                 | Estonie                                    | 4 - 0                                      | Match amical                               | Entre en jeu à la place de Yohan Cabaye à la 51e minute de jeu.        |
| 13.                                        | 15 août 2012                               | Stade Océane, Le Havre, France                           | Uruguay                                    | 0 - 0                                      | Match amical                               | Titulaire et remplacé par Jimmy Briand à la 75e minute de jeu.         |
| 14.                                        | 7 septembre 2012                           | Stade Olympique, Helsinki, Finlande                      | Finlande                                   | 0 - 1                                      | Qualification Mondial 2014                 | Entre en jeu à la place de Jérémy Menez à la 64e minute de jeu.        |
| 15.                                        | 11 septembre 2012                          | Stade de France, Saint-Denis, France                     | Biélorussie                                | 3 - 1                                      | Qualification Mondial 2014                 | Entre en jeu à la place d'Olivier Giroud à la 60e minute de jeu.       |
| 16.                                        | 12 octobre 2012                            | Stade de France, Saint-Denis, France                     | Japon                                      | 0 - 1                                      | Match amical                               | Entre en jeu à la place de Karim Benzema à la 46e minute de jeu.       |
| 17.                                        | 16 octobre 2012                            | Stade Vicente-Calderón, Madrid, Espagne                  | Espagne                                    | 1 - 1                                      | Qualification Mondial 2014                 | Entre en jeu à la place de Maxime Gonalons à la 57e minute de jeu.     |
| 18.                                        | 14 novembre 2012                           | Stade Ennio-Tardini, Parme, Italie                       | Italie                                     | 1 - 2                                      | Match amical                               | Titulaire et remplacé par Yoann Gourcuff à la 73e minute de jeu.       |
| 19.                                        | 6 février 2013                             | Stade de France, Saint-Denis, France                     | Allemagne                                  | 1 - 2                                      | Match amical                               | Titulaire et remplacé par Jérémy Menez à la 87e minute de jeu.         |
| 20.                                        | 22 mars 2013                               | Stade de France, Saint-Denis, France                     | Géorgie                                    | 3 - 1                                      | Qualification Mondial 2014                 | Titulaire et remplacé par Loïc Rémy à la 67e minute de jeu.            |
| 21.                                        | 26 mars 2013                               | Stade de France, Saint-Denis, France                     | Espagne                                    | 0 - 1                                      | Qualification Mondial 2014                 | Titulaire.                                                             |
| 22.                                        | 5 juin 2013                                | Stade Centenario, Montevideo, Uruguay                    | Uruguay                                    | 1 - 0                                      | Match amical                               | Titulaire et remplacé par Clément Grenier à la 68e minute de jeu.      |
| 23.                                        | 9 juin 2013                                | Arena do Grêmio, Porto Alegre, Brésil                    | Brésil                                     | 3 - 0                                      | Match amical                               | Titulaire et remplacé par Alexandre Lacazette à la 70e minute de jeu.  |
| 24.                                        | 14 août 2013                               | Stade Roi Baudouin, Bruxelles, Belgique                  | Belgique                                   | 0 - 0                                      | Match amical                               | Titulaire et remplacé par Clément Grenier à la 74e minute de jeu.      |
| 25.                                        | 6 septembre 2013                           | Stade Boris-Paichadze, Tbilissi, Géorgie                 | Géorgie                                    | 0 - 0                                      | Qualification Mondial 2014                 | Titulaire.                                                             |
| 26.                                        | 10 septembre 2013                          | Stade central, Gomel, Biélorussie                        | Biélorussie                                | 2 - 4                                      | Qualification Mondial 2014                 | Titulaire et remplacé par Josuha Guilavogui à la 93e minute de jeu.    |
| 27.                                        | 11 octobre 2013                            | Parc des Princes, Paris, France                          | Australie                                  | 6 - 0                                      | Match amical                               | Entre en jeu à la place de Franck Ribéry à la 63e minute de jeu.       |
| 28.                                        | 15 octobre 2013                            | Stade de France, Saint-Denis, France                     | Finlande                                   | 3 - 0                                      | Qualification Mondial 2014                 | Titulaire.                                                             |
| 29.                                        | 15 novembre 2013                           | Stade olympique, Kiev, Ukraine                           | Ukraine                                    | 2 - 0                                      | Qualification Mondial 2014                 | Entre en jeu à la place de Samir Nasri à la 79e minute de jeu.         |
| 30.                                        | 19 novembre 2013                           | Stade de France, Saint-Denis, France                     | Ukraine                                    | 3 - 0                                      | Qualification Mondial 2014                 | Titulaire.                                                             |
| 31.                                        | 5 mars 2014                                | Stade de France, Saint-Denis, France                     | Pays-Bas                                   | 2 - 0                                      | Match amical                               | Titulaire et remplacé par Franck Ribéry à la 62e minute de jeu.        |
| 32.                                        | 27 mai 2014                                | Stade de France, Saint-Denis, France                     | Norvège                                    | 4 - 0                                      | Match amical                               | Titulaire et remplacé par Clément Grenier à la 70e minute de jeu.      |
| 33.                                        | 1er juin 2014                              | Allianz Riviera, Nice, France                            | Paraguay                                   | 1 - 1                                      | Match amical                               | Titulaire et remplacé par Moussa Sissoko à la 72e minute de jeu.       |
| 34.                                        | 8 juin 2014                                | Stade Pierre-Mauroy, Villeneuve-d'Ascq, France           | Jamaïque                                   | 8 - 0                                      | Match amical                               | Titulaire et remplacé par Loïc Rémy à la 80e minute de jeu.            |
| 35.                                        | 15 juin 2014                               | Arena Fonte Nova, Salvador, Brésil                       | Honduras                                   | 0 - 3                                      | Coupe du monde 2014                        | Titulaire et remplacé par Olivier Giroud à la 78e minute de jeu.       |
| 36.                                        | 20 juin 2014                               | Stade Beira-Rio, Porto Alegre, Brésil                    | Suisse                                     | 2 - 5                                      | Coupe du monde 2014                        | Titulaire et remplacé par Antoine Griezmann à la 82e minute de jeu.    |
| 37.                                        | 30 juin 2014                               | Estadio Nacional, Brasilia, Brésil                       | Nigeria                                    | 0 - 2                                      | Coupe du monde 2014                        | Titulaire et remplacé par Moussa Sissoko à la 94e minute de jeu.       |
| 38.                                        | 4 juillet 2014                             | Stade Maracanã, Rio de Janeiro, Brésil                   | Allemagne                                  | 1 - 0                                      | Coupe du monde 2014                        | Titulaire et remplacé par Olivier Giroud à la 85e minute de jeu.       |
| 39.                                        | 4 septembre 2014                           | Stade de France, Saint-Denis, France                     | Espagne                                    | 1 - 0                                      | Match amical                               | Titulaire à la place de Rémy Cabella à la 74e minute de jeu.           |
| 40.                                        | 7 septembre 2014                           | Crvena Zvezda, Belgrade, Serbie                          | Serbie                                     | 1 - 0                                      | Match amical                               | Entre en jeu à la place de Moussa Sissoko à la 82e minute de jeu.      |
| 41.                                        | 11 octobre 2014                            | Stade de France, Saint-Denis, France                     | Portugal                                   | 2 - 1                                      | Match amical                               | Titulaire et remplacé par Dimitri Payet à la 58e minute de jeu.        |
| 42.                                        | 14 octobre 2014                            | Stade de France, Saint-Denis, France                     | Arménie                                    | 3 - 0                                      | Match amical                               | Entre en jeu à la place de Loïc Rémy à la 73e minute de jeu.           |
| 43.                                        | 14 novembre 2014                           | Stade de la Route de Lorient, Rennes, France             | Albanie                                    | 1 - 1                                      | Match amical                               | Titulaire et remplacé par Dimitri Payet à la 85e minute de jeu.        |
| 44.                                        | 18 novembre 2014                           | Stade Vélodrome, Marseille, France                       | Suède                                      | 1 - 0                                      | Match amical                               | Titulaire et remplacé par Alexandre Lacazette à la 68e minute de jeu.  |
| 45.                                        | 26 mars 2015                               | Stade de France, Saint-Denis, France                     | Brésil                                     | 1 - 3                                      | Match amical                               | Titulaire et remplacé par Dimitri Payet à la 82e minute de jeu.        |
| 46.                                        | 26 mars 2015                               | Stade Geoffroy-Guichard, Saint-Étienne, France           | Danemark                                   | 2 - 0                                      | Match amical                               | Entre en jeu à la place de Morgan Schneiderlin à la 82e minute de jeu. |
| 47.                                        | 7 juin 2015                                | Stade de France, Saint-Denis, France                     | Belgique                                   | 3 - 4                                      | Match amical                               | Titulaire et remplacé par Nabil Fekir à la 73e minute de jeu.          |
| 48.                                        | 13 juin 2015                               | Elbasan Arena, Elbasan, Albanie                          | Albanie                                    | 1 - 0                                      | Match amical                               | Entre en jeu à la place d'Antoine Griezmann à la 59e minute de jeu.    |
| 49.                                        | 4 septembre 2015                           | Estádio José Alvalade XXI, Lisbonne, Portugal            | Portugal                                   | 0 - 1                                      | Match amical                               | Entre en jeu à la place de Moussa Sissoko à la 80e minute de jeu.      |
| 50.                                        | 7 septembre 2015                           | Stade Matmut-Atlantique, Bordeaux, France                | Serbie                                     | 2 - 1                                      | Match amical                               | Titulaire et remplacé par Anthony Martial à la 76e minute de jeu.      |
| 51.                                        | 8 octobre 2015                             | Allianz Riviera, Nice, France                            | Arménie                                    | 4 - 0                                      | Match amical                               | Titulaire et remplacé par Anthony Martial à la 63e minute de jeu.      |
| 52.                                        | 11 octobre 2015                            | Parken Stadium, Copenhague, Danemark                     | Danemark                                   | 1 - 2                                      | Match amical                               | Entre en jeu à la place d'Antoine Griezmann à la 78e minute de jeu.    |

### Buts internationaux
| Buts internationaux de Mathieu Valbuena | Buts internationaux de Mathieu Valbuena | Buts internationaux de Mathieu Valbuena | Buts internationaux de Mathieu Valbuena       | Buts internationaux de Mathieu Valbuena | Buts internationaux de Mathieu Valbuena | Buts internationaux de Mathieu Valbuena | Buts internationaux de Mathieu Valbuena | Buts internationaux de Mathieu Valbuena |
|                                         | Date                                    | Sélection                               | Lieu                                          | Adversaire                              | Évolution du score                      | Minute                                  | Résultat                                | Compétition                             |
| --------------------------------------- | --------------------------------------- | --------------------------------------- | --------------------------------------------- | --------------------------------------- | --------------------------------------- | --------------------------------------- | --------------------------------------- | --------------------------------------- |
| 1.                                      | 26 mai 2010                             | 1                                       | Stade Félix-Bollaert, Lens, France            | Costa Rica                              | 2-1                                     | 83e                                     | 2-1                                     | Match amical                            |
| 2.                                      | 17 novembre 2010                        | 7                                       | Stade de Wembley, Londres, Angleterre         | Angleterre                              | 0-2                                     | 55e                                     | 1-2                                     | Match amical                            |
| 3.                                      | 14 novembre 2012                        | 18                                      | Stade Ennio-Tardini, Parme, Italie            | Italie                                  | 1-1                                     | 37e                                     | 1-2                                     | Match amical                            |
| 4.                                      | 6 février 2013                          | 19                                      | Stade de France, Saint-Denis, France          | Allemagne                               | 1-0                                     | 44e                                     | 1-2                                     | Match amical                            |
| 5.                                      | 22 mars 2013                            | 20                                      | Stade de France, Saint-Denis, France          | Géorgie                                 | 2-0                                     | 47e                                     | 3-1                                     | QCM 2014                                |
| 6.                                      | 20 juin 2014                            | 36                                      | Itaipava Arena Fonte Nova, Salvador, Brésil   | Suisse                                  | 0-3                                     | 40e                                     | 2-5                                     | Coupe du monde 2014                     |
| 7.                                      | 7 juin 2015                             | 47                                      | Stade de France, Saint-Denis, France          | Belgique                                | 1-3                                     | 53e                                     | 3-4                                     | Match amical                            |
| 8.                                      | 4 septembre 2015                        | 49                                      | Estádio José Alvalade XXI, Lisbonne, Portugal | Portugal                                | 0-1                                     | 85e                                     | 0-1                                     | Match amical                            |

## Palmarès

### En club
|  |  | |  | |  | |  | |
|  |  | Olympique de Marseille - Championnat de France - Champion en 2010 - Vice-champion en 2007, 2009, 2011 et 2013 - Coupe de la Ligue - Vainqueur en 2010, 2011 et 2012 - Trophée des champions - Vainqueur en 2010 |  | Olympique lyonnais - Championnat de France - Vice-champion en 2016. - Trophée des champions - Finaliste en 2016 |  | Fenerbahçe SK - Championnat de Turquie - Vice-champion en 2018 - Coupe de Turquie - Finaliste en 2018 |  | Olympiakós - Championnat de Grèce - Champion en 2020, 2021 et 2022 - Coupe de Grèce - Vainqueur en 2020 - Finaliste en 2021 |

### Distinctions individuelles
- Élu meilleur joueur de National en 2006[95]
- Élu Trophée UNFP du plus beau but de Ligue 1 de la saison en 2008
- Élu plus beau but de l'année du championnat de Russie en 2015[96]
- Membre de l'équipe-type de Ligue 1 en 2008[97] et en 2013
- Meilleur passeur de Ligue 1 en 2013 (12 passes décisives)
- Meilleur passeur du championnat de Russie en 2015 (11 passes décisives)
- Meilleur passeur du championnat de Grèce en 2020 (13 passes décisives)

## Vie privée
Mathieu Valbuena possède les diplômes de BEP Vente et de Bac Pro.
En avril 2015, le tribunal de grande instance d'Aix-en-Provence fait saisir sa Porsche Cayenne en raison du non-versement d'une indemnité de 568 800 euros à son ancien manager, Christophe Hutteau, à la suite du transfert de Mathieu Valbuena au FK Dynamo Moscou. La justice l'avait déjà reconnu coupable et lui avait ordonné de verser 284 400 euros en décembre 2014, le solde a été réglé en 2015.
Mathieu Valbuena, affirme qu'à la suite d'un arrangement avec Vincent Labrune, président de l'OM à l'époque, que c'était à l'Olympique de Marseille de prendre en charge l'indemnité de Christophe Hutteau. Devant le refus de l'OM de payer cette somme, Mathieu Valbuena saisit la justice. Le 10 décembre 2021, la cour d'appel d'Aix-en-Provence confirme le jugement en première instance de 2018, elle condamne l'OM à verser au joueur la somme de 568 800 euros, objet du litige.
Le 27 février 2016 naît sa fille, qu'il a eue avec Fanny Lafon, sa compagne de l'époque,.